# سيتيدين ثلاثي الفوسفات
السيتيدين ثلاثي الفوسفات (بالإنجليزية: Cytidine triphosphate)‏ (CTP) هو نوكليوسيد ثلاثي الفوسفات من البيريميدينات. مثل الـATP (أدينوسين ثلاثي الفوسفات) يتكون السيتيدين ثلاثي الفوسفات من سكر الريبوز وثلاث مجموعات فوسفات، والفرق بينهما هو القاعدة النيتروجينية سايتوسين بدل الأدينين. الـCTP ركيزة في تخليق الرنا.
الـCTP جزيء غني بالطاقة مثل الـATP لكن دوره كمزود بالطاقة محدود جدا في مجموعة فرعية من التفاعلات الأيضية. السيتيدين ثلاثي الفوسفات عامل مرافق في التفاعلات الأيضية مثل تخليق الجلسيروفوسفوليبيد وغلكزة البروتينات، ويعمل الـCTP كمثبط لإنزيم الأسبارتات الناقل للكربامويل والذي يُستخدم في تخليق البيريميدين.